# تیریگان
تیریگان آخرین شاه کوتی در فهرست پادشاهان سومری بود. او ۴۰ روز بیشتر سلطنت نکرد و به دست اوتو-هنگال  اهل اوروک کشته شد.